# Cooch Behar Airport
Cooch Behar Airport är en flygplats i Indien.   Den ligger i distriktet Koch Bihār och delstaten Västbengalen, i den östra delen av landet, 1 200 km öster om huvudstaden New Delhi. Cooch Behar Airport ligger 47 meter över havet.
Terrängen runt Cooch Behar Airport är mycket platt. Runt Cooch Behar Airport är det tätbefolkat, med 790 invånare per kvadratkilometer. Närmaste större samhälle är Koch Bihār, 2,3 km väster om Cooch Behar Airport. Trakten runt Cooch Behar Airport består till största delen av jordbruksmark.